# 146-я стрелковая бригада
146-я стрелковая бригада, она же 146-я курсантская стрелковая бригада — советское воинское формирование, сформированное в апреле 1942 года из сибиряков-добровольцев в городе Новосибирске. Была срочно переброшена на Северо-Западный фронт в район города Демянска.

## История
146-я бригада по командованием полковника М. А. Абилова, с ходу вступила в бой, отражая натиск частей 16-й немецкой армии. После долгих боёв, противника удалось отбросить назад.
3 августа 1942 года командующий 34-й армией, генерал-лейтенант Н. Э. Берзарин, поручил полковнику Абилову в течение суток разработать план наступления на Белый Бор и выбить оттуда противника. Полковник совместно с офицерами штаба своей бригады разработал соответствующий план действий по овладению Белым Бором. С 5 по 26 августа здесь развернулись ожесточённые бои. Рота, состоявшая из сибиряков, внезапно атаковала и выбила противника с занимаемых им позиций. Чтобы вернуть утерянные позиции, немцы бросили в бой 20 танков, но бойцы бригады удержали освобождённые рубежи. Успешно действовали и другие подразделения бригады Абилова. 146-я бригада овладела населённым пунктом Белый Бор и прилегающими к нему высотами, захватив при этом трофеи и пленных. Окружённый в Демянске немецкий гарнизон не сдался, а долго держался, снабжаемый с помощью воздушного моста.
Вскоре 146-я бригада окружила плотным кольцом части 16-й армии. Заслуги М. А. Абилова в оборонительных боях под г. Демянском были отмечены орденом Боевого Красного Знамени.
Полковник Абилов со своей бригадой продолжил преследовать врага в направлении Выдерка, Пола, Парфино.
По завершении операции на Демянском плацдарме и с выходом на Старую Руссу, бригада была сосредоточена в городе Калуга, и на её базе была сформирована 70-я стрелковая дивизия. Затем эта дивизия была переброшена на Западный фронт в направлении Смоленска. В составе Западного фронта 70-я стрелковая дивизия, наступая на город Ельню, приняла активное участие в освобождении смоленской земли.

## Командиры
- подполковник Сажин, Михаил Николаевич (25 марта 1942 — май 1942)
- полковник Абилов, Махмуд Абдул-Рзаевич (май 1942 — апрель 1943)